# Marian Kochman
Marian Stanisław Kochman (ur. 22 maja 1932 we Lwowie, zm. 19 września 2024 we Wrocławiu) – polski chemik, profesor nauk chemicznych, pracownik Wydziału Chemicznego Politechniki Wrocławskiej.

## Życiorys
W 1950 ukończył I Liceum Ogólnokształcące we Wrocławiu, w latach 1950-1953 studiował chemię na Uniwersytecie Wrocławskim, od 1953 chemię na Uniwersytecie Jagiellońskim. Na tej ostatniej uczelni otrzymał w 1955 tytuł magistra. W latach 1955-1974 pracował w Akademii Medycznej we Wrocławiu, gdzie w latach 1971-1974 kierował Zakładem Biofizyki w Instytucie Biochemii i Biofizyki. W 1961 uzyskał w Instytucie Immunologii i Terapii Doświadczalnej Polskiej Akademii Nauk stopień doktora, 1970 stopień doktora habilitowanego w AM we Wrocławiu. Od 1974 pracował na Politechnice Wrocławskiej, gdzie kierował Zakładem Biochemii. W 1977 otrzymał tytuł profesora nadzwyczajnego, w 1988 tytuł profesora zwyczajnego.